# Inseparable (album)
| Recensione       | Giudizio |
| ---------------- | -------- |
| AllMusic         | [ 2 ]    |
| Robert Christgau | B        |

Inseparable è il primo album discografico della cantante di soul - jazz statunitense Natalie Cole, pubblicato dalla casa discografica Capitol Records nel maggio del 1975.
La figlia del pianista jazz Nat King Cole riceve già un grande successo commerciale al suo esordio discografico, l'album infatti riceve la certificazione di disco d'oro, mentre i brani This Will Be e Inseparable raggiungono la vetta delle classifiche di R&B del periodo.

## Tracce
Brani composti da Chuck Jackson e Marvin Yancy, eccetto dove indicato.
Lato A
1. Needing You – 2:45
2. Joey – 2:57
3. Inseparable – 2:26
4. I Can't Say No – 3:30
5. This Will Be – 2:50

Lato B
1. Something for Nothing – 2:57
2. I Love Him so Much – 3:24
3. How Come You Won't Stay Here – 3:03
4. Your Face Stays in My Mind – 2:45
5. You – 3:30 (Chuck Jackson, Kay Butler, Marvin Yancy)

## Musicisti
- Natalie Cole - voce

Note aggiuntive
- Chuck Jackson e Marvin Yancy - produttori
- Registrato al Curtom Studio, Universal Studio e Paragon Studios di Chicago, Illinois
- Roger S. Anfinsen e John Janus - ingegneri delle registrazioni (Curtom Studio, A1, A2, A3, A4, A5 e B1)
- Richard Adler e Bruce Swedien - ingegneri delle registrazioni (Universal Studio e Paragon Studios, B2, B3, B4 e B5)
- Roy Kohara - art direction
- David Alexander - fotografia
- Richard Evans, Chuck Jackson e Marvin Yancy - arrangiamenti
- Kevin Hunter - personal management
- Janice Williams - spiritual advisor[5]